# Ledamöter av Europaparlamentet från Litauen 2009–2014
Ledamöter av Europaparlamentet från Litauen 2009–2014 förtecknar ledamöter som representerar Litauen i Europaparlamentet under mandatperioden 2009–2014. Litauen hade denna mandatperiod tolv mandat.
| Namn                   | Litauiskt parti                                  | Grupp i Europaparlamentet | Bild | Kommentar |
| ---------------------- | ------------------------------------------------ | ------------------------- | ---- | --------- |
| Laima Andrikienė       | Fosterlandsförbundet – Litauiska kristdemokrater | EPP                       |      |           |
| Zigmantas Balčytis     | Litauens socialdemokratiska parti                | S&D                       |      |           |
| Vilija Blinkevičiūtė   | Litauens socialdemokratiska parti                | S&D                       |      |           |
| Leonidas Donskis       | Liberala rörelsen                                | ALDE                      |      |           |
| Juozas Imbrasas        | Tvarka ir teisingumas                            | EFD                       |      |           |
| Vytautas Landsbergis   | Fosterlandsförbundet – Litauiska kristdemokrater | EPP                       |      |           |
| Radvilė Morkūnaitė     | Fosterlandsförbundet – Litauiska kristdemokrater | EPP                       |      |           |
| Rolandas Paksas        | Tvarka ir teisingumas                            | EFD                       |      |           |
| Justas Vincas Paleckis | Litauens socialdemokratiska parti                | S&D                       |      |           |
| Algirdas Saudargas     | Fosterlandsförbundet – Litauiska kristdemokrater | EPP                       |      |           |
| Valdemar Tomaševski    | Valaktionen för polacker i Litauen               | ECR                       |      |           |
| Viktor Uspaskich       | Darbo Partija                                    | ALDE                      |      |           |